# Sant'Angelo d'Alife
Sant'Angelo d'Alife är en ort och kommun i provinsen Caserta i regionen Kampanien i Italien. Kommunen hade 2 233 invånare (2017).